# Ratpenat d'orelles llargues de Namíbia
El ratpenat d'orelles llargues de Namíbia (Laephotis namibensis) és una espècie de ratpenat de la família dels vespertiliònids que només es troba a Namíbia.
Habita la sabana i el desert temperat.